# Alli Neumann

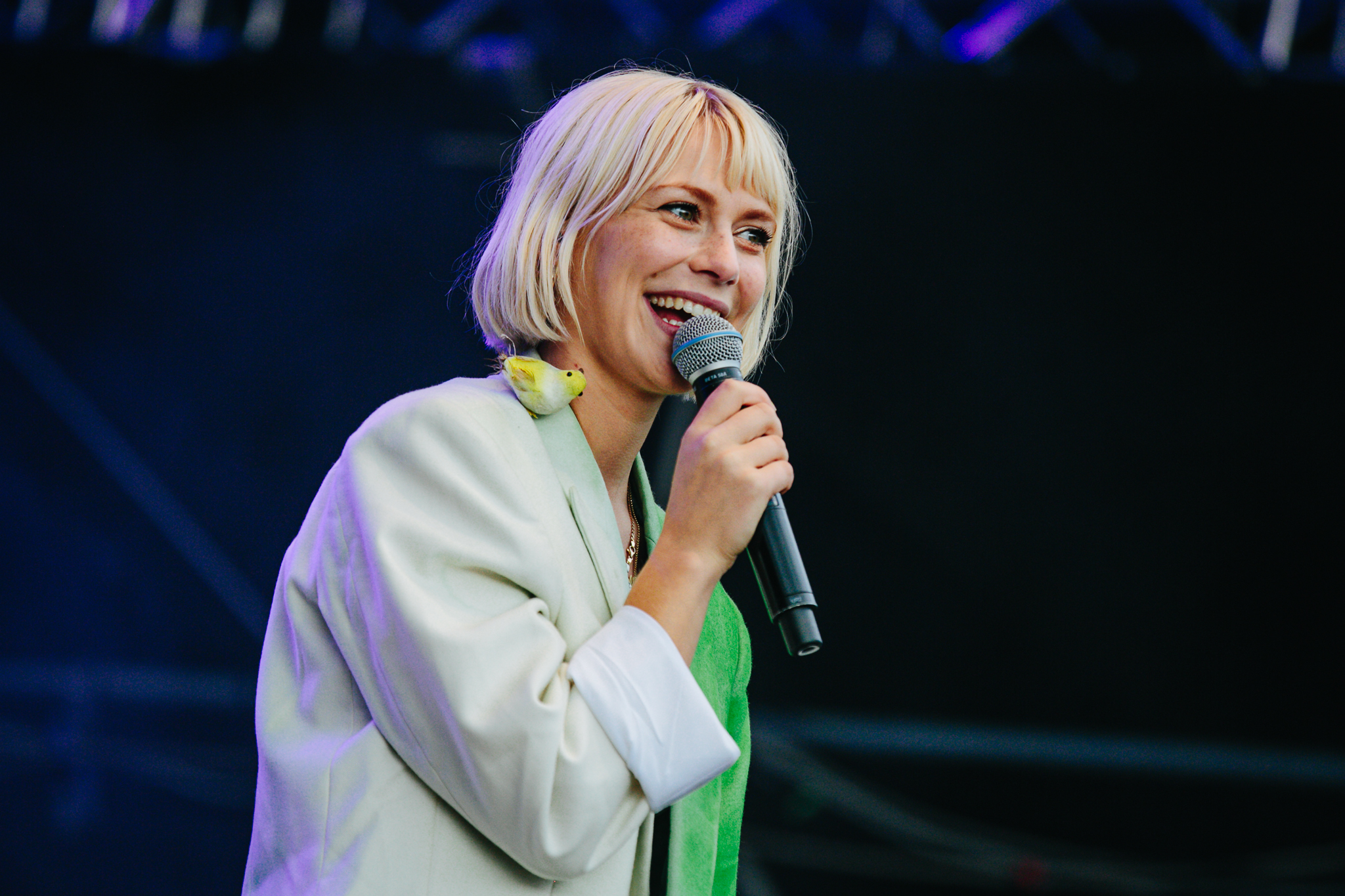
Live bei Rocken am Brocken 2019

Alina-Bianca „Alli“ Neumann (* 1995 in Solingen) ist eine deutsche Sängerin und Schauspielerin.

## Leben

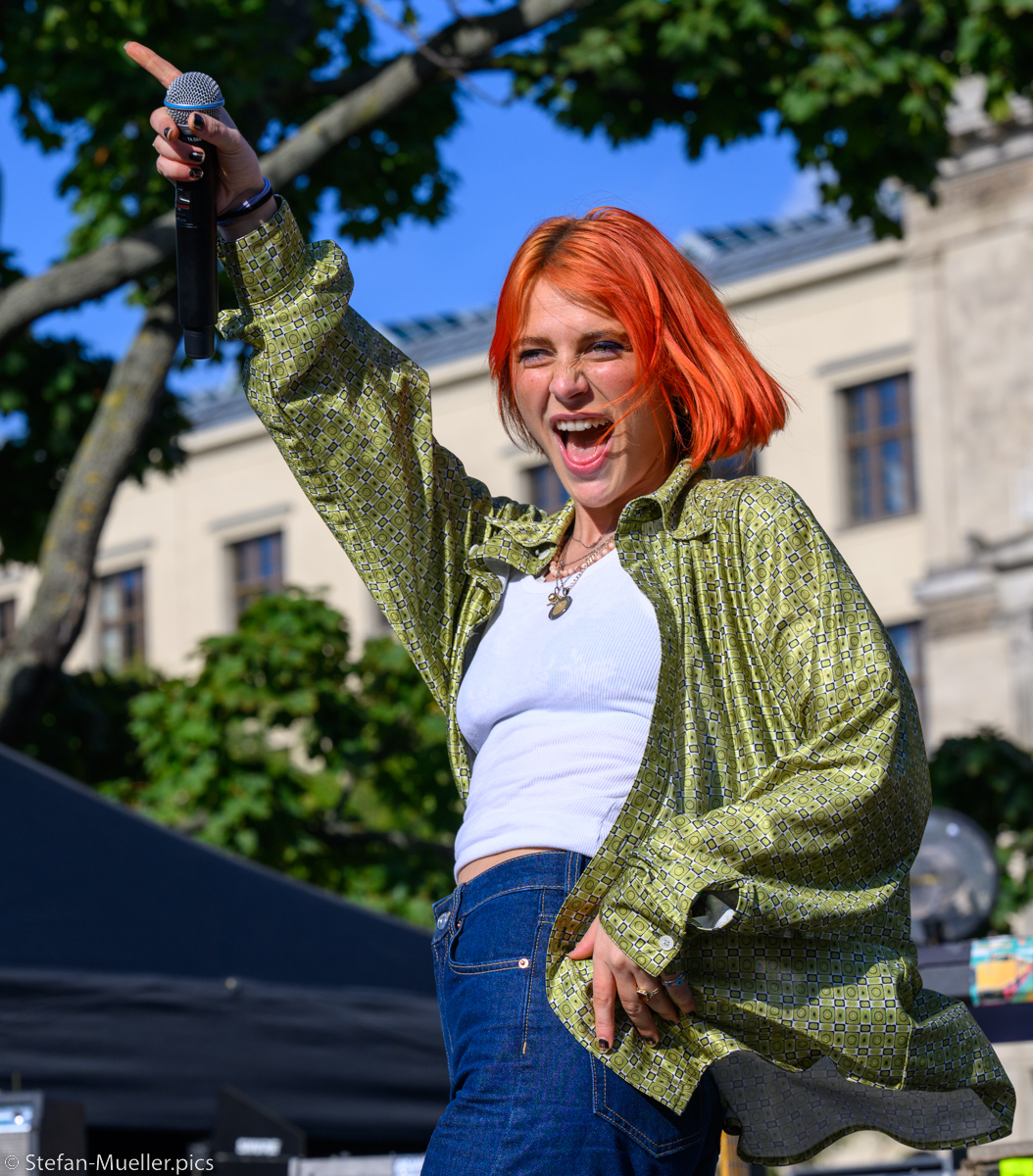
Alli Neumann beim Globalen Klimastreik in Berlin 2022

Alli Neumann wurde als Tochter eines Deutschen und einer Polin in Deutschland geboren und lebte bis zu ihrem sechsten Lebensjahr in Polen. Anschließend wuchs sie in einem Dorf in Schleswig-Holstein auf und ging dort zur Schule. Mit ihrem Vater, einem Architekten, besuchte sie als Kind oft Antiquitätenläden und -märkte, wo sie eine Schallplatte mit dem Song Schöner fremder Mann der Sängerin Connie Francis kaufte und dadurch die Musik für sich entdeckte. Anschließend trat sie in Altersheimen auf und sang dort für die Bewohner Lieder von France Gall und Connie Francis. In einem Interview mit Moderatorin Jennifer Weist in der Fernsehsendung Update Deluxe des TV-Senders Deluxe Music 2019 erklärte Neumann, als Jugendliche mit der Musik von The White Stripes, Oasis und Alanis Morissette aufgewachsen zu sein, deren Songs sie bei Auftritten auf örtlichen Stadtfesten gecovert habe. Außerdem habe sie als Heranwachsende viel Blues gehört, da in ihrem polnischen Heimatland dieses Musikgenre allgegenwärtig sei, vergleichbar mit dem Stellenwert von Schlager in Deutschland. Darüber hinaus erzählte sie in der Sendung, dass Jochen Hansen, der ehemalige Bassist von Rio Reiser, ein erster Förderer von ihr war, indem er Alli Neumann dazu ermutigte, eigene Songs zu komponieren. Fortan verkehrte Neumann im sozialen Umfeld des Rio-Reiser-Hauses in Fresenhagen, was inspirierend auf sie wirkte. Zugunsten der Musik brach Neumann die Schule ab.
Im Jahr 2018 sah man Neumann erstmals an der Seite von Jana McKinnon in Kim Franks Spielfilm Wach. Im Oktober 2018 erschien ihre erste EP Hohes Fieber, die über das Berliner Musiklabel JIVE Germany veröffentlicht wurde.
2019 veröffentlichte sie ihre zweite EP Monster. Im September 2019 trat Alli Neumann auf dem deutschen Ableger des amerikanischen Musikfestivals Lollapalooza auf dem Olympiagelände in Berlin auf. Im selben Jahr nahm sie mit Trettmann den Song Zeit steht auf, mit dem sie erstmals die Charts erreichte.
2021 gründete Alli Neumann ihr eigenes Label JAGA Recordings, auf dem am 3. September gleichen Jahres ihr Debütalbum Madonna-Whore-Komplex erschien. Ebenfalls im Jahr 2021 schrieb sie den Titelsong Mit dir aus dem Film Ein nasser Hund.
Sie war Teilnehmerin der zehnten Staffel der Sendung Sing meinen Song – Das Tauschkonzert, die vom 25. April bis 13. Juni 2023 ausgestrahlt wurde.
Alli Neumann singt den Titelsong Wenn du uns brauchst der Fernsehserie Die drei !!! auf Disney+.

## Diskografie
Studioalben

| Jahr | Titel Musiklabel                                          | Höchstplatzierung, Gesamtwochen, AuszeichnungChartplatzierungen (Jahr, Titel, Musiklabel, Platzierungen, Wochen, Auszeichnungen, Anmerkungen) | Höchstplatzierung, Gesamtwochen, AuszeichnungChartplatzierungen (Jahr, Titel, Musiklabel, Platzierungen, Wochen, Auszeichnungen, Anmerkungen) | Höchstplatzierung, Gesamtwochen, AuszeichnungChartplatzierungen (Jahr, Titel, Musiklabel, Platzierungen, Wochen, Auszeichnungen, Anmerkungen) | Anmerkungen                             |
| Jahr | Titel Musiklabel                                          | DE | AT | CH | Anmerkungen                             |
| ---- | --------------------------------------------------------- | --- | --- | --- | --------------------------------------- |
| 2021 | Madonna-Whore-Komplex Four Music • Jaga Recordings (Sony) | DE99 (1 Wo.)DE | — | — | Erstveröffentlichung: 10. Dezember 2021 |
| 2023 | Primetime Four Music • Jaga Recordings (Sony)             | DE100 (1 Wo.)DE | — | — | Erstveröffentlichung: 27. Oktober 2023  |

## Filmografie
- 2018: Wach
- 2020: Wir können nicht anders
- 2021: 3½ Stunden (Fernsehfilm)
- 2023: jerks. (Serie)
- 2024: Kleo (Serie)